# Джозеф Мінала
Джозеф Мінала (фр. Joseph Minala, нар. 24 серпня 1996, Яунде) — камерунський футболіст, півзахисник мальтійського клубу «Сліма Вондерерс».
Виступав, зокрема, за клуби «Лаціо», «Лаціо» та «Лаціо», а також молодіжну збірну Камеруну.

## Клубна кар'єра
Народився 24 серпня 1996 року в місті Яунде.
У дорослому футболі дебютував 2014 року виступами за команду «Лаціо», в якій того року взяв участь у 3 матчах чемпіонату. 
Згодом з 2014 по 2016 рік грав у складі команд «Барі», «Латина» та «Барі».
Своєю грою за останню команду знову привернув увагу представників тренерського штабу клубу «Лаціо», до складу якого повернувся 2016 року. Цього разу відіграв за «біло-блакитних» наступний сезон своєї ігрової кар'єри.
Протягом 2017—2018 років захищав кольори клубу «Салернітана».
У 2018 році повернувся до клубу «Лаціо». Цього разу провів у складі його команди один сезон. 
Протягом 2019 року знову захищав кольори клубу «Салернітана».
З 2019 року знову, цього разу один сезон захищав кольори клубу «Лаціо». 
Протягом 2020—2023 років захищав кольори клубів «Ціндао Хайню», «Лаціо», «Луккезе-Лібертас», «Ольбія» та «Лієпая».
До складу клубу «Сліма Вондерерс» приєднався 2023 року. 

## Виступи за збірну
У 2015 році залучався до складу молодіжної збірної Камеруну. На молодіжному рівні зіграв у 2 офіційних матчах, забив 1 гол.

## Статистика виступів

### Статистика клубних виступів
| Сезон                   | Команда                 | Чемпіонат               | Чемпіонат | Чемпіонат | Національний кубок | Національний кубок | Національний кубок | Континентальні кубки | Континентальні кубки | Континентальні кубки | Інші змагання | Інші змагання | Інші змагання | Усього | Усього |
| Сезон                   | Команда                 | Ліга                    | Ігор      | Голів     | Ліга               | Ігор               | Голів              | Ліга                 | Ігор                 | Голів                | Ліга          | Ігор          | Голів         | Ігор   | Голів  |
| ----------------------- | ----------------------- | ----------------------- | --------- | --------- | ------------------ | ------------------ | ------------------ | -------------------- | -------------------- | -------------------- | ------------- | ------------- | ------------- | ------ | ------ |
| 2013–14                 | «Лаціо»                 | A                       | 3         | 0         | КІ                 | 0                  | 0                  | ЛЄ                   | 0                    | 0                    | СІ            | 0             | 0             | 3      | 0      |
| 2014–15                 | «Барі»                  | B                       | 18        | 3         | КІ                 | 0                  | 0                  | -                    | -                    | -                    | -             | -             | -             | 18     | 3      |
| 2015-січ. 2016          | «Латина»                | B                       | 3         | 1         | КІ                 | 1                  | 0                  | -                    | -                    | -                    | -             | -             | -             | 4      | 1      |
| січ.-черв. 2016         | «Барі»                  | B                       | 1         | 0         | КІ                 | -                  | -                  | -                    | -                    | -                    | -             | -             | -             | 1      | 0      |
| Усього за «Барі»        | Усього за «Барі»        | Усього за «Барі»        | 19        | 3         |                    | -                  | -                  |                      | -                    | -                    |               | -             | -             | 19     | 3      |
| 2016-січ. 2017          | «Лаціо»                 | A                       | 0         | 0         | КІ                 | 0                  | 0                  | -                    | -                    | -                    | -             | -             | -             | 0      | 0      |
| січ.-черв. 2017         | «Салернітана»           | B                       | 16        | 1         | КІ                 | -                  | -                  | -                    | -                    | -                    | -             | -             | -             | 16     | 1      |
| 2017–18                 | «Салернітана»           | B                       | 36        | 3         | КІ                 | 1                  | 1                  | -                    | -                    | -                    | -             | -             | -             | 37     | 4      |
| 2018-січ. 2019          | «Лаціо»                 | A                       | 0         | 0         | КІ                 | 0                  | 0                  | ЛЄ                   | 0                    | 0                    | -             | -             | -             | 0      | 0      |
| січ.-черв. 2019         | «Салернітана»           | B                       | 12        | 2         | КІ                 | -                  | -                  | -                    | -                    | -                    | -             | -             | -             | 12     | 2      |
| Усього за «Салернітана» | Усього за «Салернітана» | Усього за «Салернітана» | 64        | 6         |                    | 1                  | 1                  |                      | -                    | -                    |               | -             | -             | 65     | 7      |
| 2019-лют. 2020          | «Лаціо»                 | A                       | 0         | 0         | КІ                 | 1                  | 0                  | ЛЄ                   | 0                    | 0                    | СІ            | -             | -             | 1      | 0      |
| 2020                    | «Ціндао Хайню»          | ЧК                      | 9+6       | 0         | КК                 | 1                  | 0                  | -                    | -                    | -                    | -             | -             | -             | 16     | 0      |
| січ.-черв. 2021         | «Лаціо»                 | A                       | 0         | 0         | КІ                 | 0                  | 0                  | ЛЧ                   | 0                    | 0                    | -             | -             | -             | 0      | 0      |
| Усього за «Лаціо»       | Усього за «Лаціо»       | Усього за «Лаціо»       | 3         | 0         |                    | 1                  | 0                  |                      | -                    | -                    |               | -             | -             | 4      | 0      |
| 2021–22                 | «Луккезе-Лібертас»      | C                       | 19+1      | 3         | CI-C               | 0                  | 0                  | -                    | -                    | -                    | -             | -             | -             | 20     | 3      |
| 2022-січ. 2023          | «Ольбія»                | C                       | 12        | 0         | CI-C               | 1                  | 0                  | -                    | -                    | -                    | -             | -             | -             | 13     | 0      |
| 2023                    | «Лієпая»                | ЧЛ                      | 2         | 0         | КЛ                 | 0                  | 0                  | -                    | -                    | -                    | -             | -             | -             | 2      | 0      |
| 2023–24                 | «Сліма Вондерерс»       | ЧМ                      | 0         | 0         | КМ                 | 0                  | 0                  | -                    | -                    | -                    | -             | -             | -             | 0      | 0      |
| Усього за кар'єру       | Усього за кар'єру       | Усього за кар'єру       | 140       | 13        |                    | 5                  | 1                  |                      | -                    | -                    |               | -             | -             | 145    | 14     |